# 双庙河乡
双庙河乡，是中华人民共和国陕西省榆林市清涧县一个已撤销的乡级行政区，2015年，陕西省民政厅批复同意撤销双庙河乡，将其所辖行政区域划归下廿里铺镇。